# Schaafheim
Schaafheim är en kommun och ort i Landkreis Darmstadt-Dieburg i Regierungsbezirk Darmstadt i förbundslandet Hessen i Tyskland. Den tidigare kommunen Schlierbach uppgick i Schaafheim 31 december 1971 och de tidigare kommunerna Radheim och Mosbach uppgick i Schaafheim 1 januari 1977.